# Seznam malgaških kardinalov
Seznam malgaških kardinalov.

## R (Tananarivski nadškofi)
- Jérôme Louis Rakotomalala
- Victor Razafimahatratra
- Armand Gaétan Razafindratandra
- Odon Marie Arsène Razanakolona - NI postal kardinal

## T
- Désiré Tsarahazana (kardinal od 2018, nadškof Toamasine)